# تراين (فرقة موسيقية)

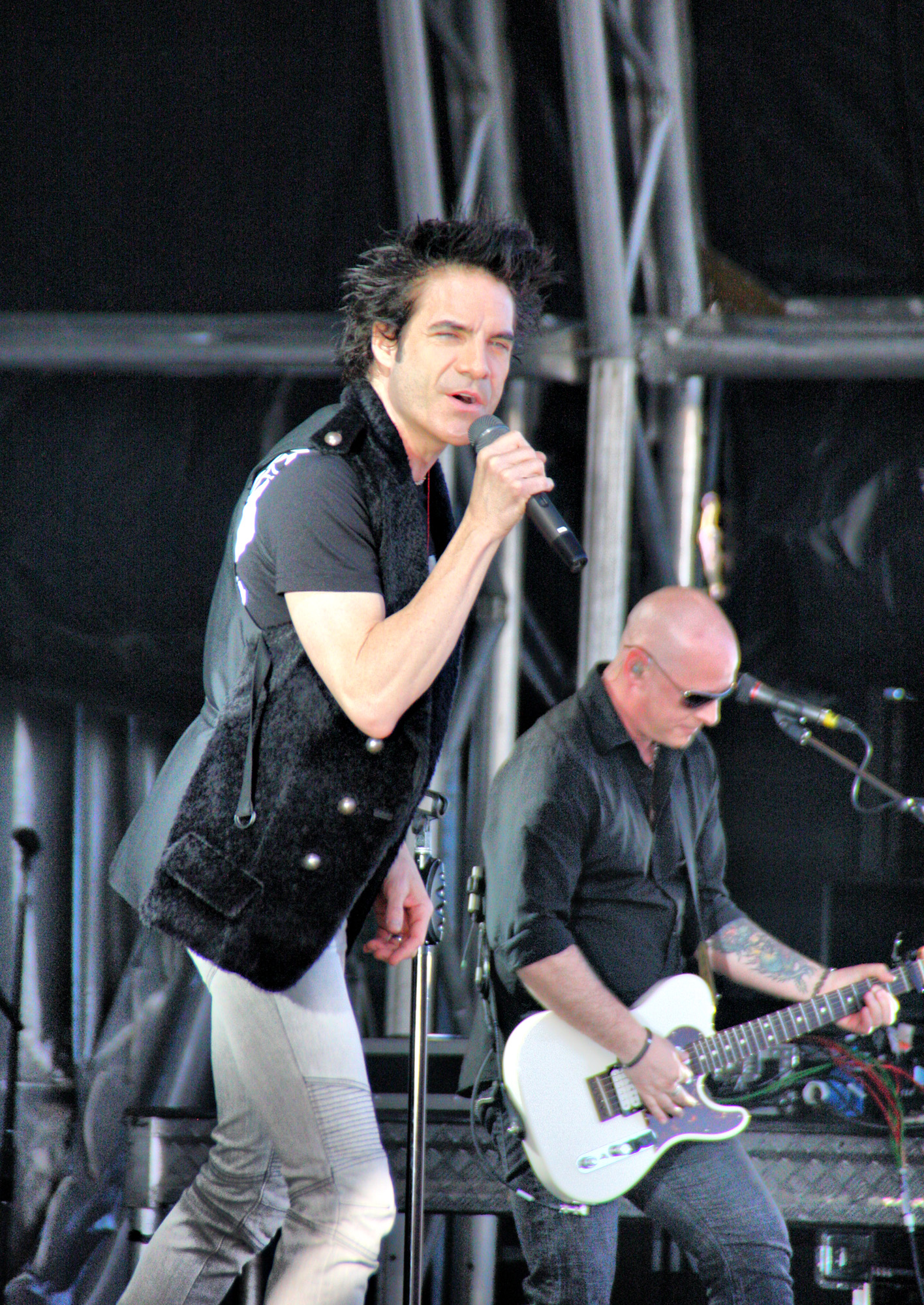
بات موناهان وهو يغني

تراين (بالإنجليزية: Train)‏ وهي فرقة غناء بوب وروك أمريكية تشكلت في مدينة سان فرانسيسكو في ولاية كاليفورنيا في الولايات المتحدة تتكون من بات موناهان كقائد ومغني للفرقة وجيمي ستافورد عازف للكيتار و سكوت أندروود كعازف على درمز تشكلت هذه الفرقة منذ سنة 1994 وهي مستمرة في الغناء حتى الآن.

## روابط خارجية
- تراين على موقع IMDb (الإنجليزية)
- تراين على موقع ميوزك برينز (الإنجليزية)
- تراين على موقع رولينغ ستون (الإنجليزية)
- تراين على موقع أول ميوزيك (الإنجليزية)
- تراين على موقع ديسكوغز (الإنجليزية)